# Calleulype octoscripta
Calleulype octoscripta är en fjärilsart som beskrevs av Alfred Ernest Wileman 1912. Calleulype octoscripta ingår i släktet Calleulype och familjen mätare. Inga underarter finns listade i Catalogue of Life.